# Caizi, Gansu
Caizi är en köping i nordvästra Kina. Den ligger i Longxi härad i staden Dingxi i provinsen Gansu, omkring 130 kilometer sydost om provinshuvudstaden Lanzhou. Antalet invånare är 33 159. Befolkningen består av 16 670 kvinnor och 16 489 män. Barn under 15 år utgör 21,0 %, vuxna 15-64 år 68 %, och äldre över 65 år 9,0 %.